# Liste der Monuments historiques in Villeloup
Die Liste der Monuments historiques in Villeloup führt die Monuments historiques in der französischen Gemeinde Villeloup auf.

## Liste der Objekte
| Bezeichnung               | Beschreibung                                                             | Standort                                                 | Kennzeichnung | Schutzstatus | Datum | Bild           |
| ------------------------- | ------------------------------------------------------------------------ | -------------------------------------------------------- | ------------- | ------------ | ----- | -------------- |
| Sessel                    | Eichenholz, bemalt, Wolltuch, 18. Jahrhundert                            | in der Kirche Nativité-et-Assomption-de-la-Vierge (Lage) | PM10002869    | Classé       | 1984  |                |
| Skulptur Heilige Barbara  | Kalkstein, farbig gefasst, um 1525, dem Meister von Mailly zugeschrieben | in der Kirche Nativité-et-Assomption-de-la-Vierge (Lage) | PM10002865    | Classé       | 1894  | weitere Bilder |
| Sakramentsturm            | Eichenholz, bezeichnet 1546                                              | in der Kirche Nativité-et-Assomption-de-la-Vierge (Lage) | PM10002867    | Classé       | 1908  |                |
| Kirchenfenster            | aus dem 16. Jahrhundert                                                  | in der Kirche Nativité-et-Assomption-de-la-Vierge (Lage) | PM10002868    | Classé       | 1908  |                |
| Skulptur Madonna mit Kind | Kalkstein, farbig gefasst, erste Hälfte des 16. Jahrhunderts             | in der Kirche Nativité-et-Assomption-de-la-Vierge (Lage) | PM10002866    | Classé       | 1908  |                |